# 羅斯泰利峰
46°47′20″N 9°59′36″E / 46.78889°N 9.99333°E
羅斯泰利峰（Rosställispitz），是瑞士的山峰，位於該國東南部，由格勞賓登州負責管轄，屬於錫爾夫雷塔阿爾卑斯山脈的一部分，海拔高度2,929米，每年平均降雨量1,367毫米。